# What So Not
What So Not é um projeto de música eletrônica do produtor musical australiano Emoh Instead (nome artístico de Christopher John Emerson), e anteriormente uma dupla com o produtor musical Flume. What So Not fez turnês pelo mundo, tocando em vários festivais, incluindo o Coachella Valley Music and Arts Festival, Pukkelpop, Ultra Music Festival e Lollapalooza. What So Not é mais conhecido por seus sucessos como "Gemini" (com George Maple), "Jaguar", "High You Are" e "Tell Me" (com RL Grime). Ele apareceu em paradas como a Australian Singles Chart, Triple J Hottest 100 e a iTunes Electronic. Ele lançou seu primeiro álbum intitulado Not All the Beautiful Things em 9 de março de 2018.

## Carreira
What So Not começou como um projeto entre o produtor musical Emoh Instead (nome artístico de Christopher John Emerson) e Flume (nome artístico de Harley Edward Streten). Em 13 de novembro de 2011, What So Not lançou seu primeiro EP, 7 Dollar Bill. Durante esse tempo, eles lançaram vários remixes de artistas como Peking Duk, Tom Piper e Major Lazer. No início de 2013, eles embarcaram na Massive Universe Tour, em vários locais pela Austrália. Em 28 de maio de 2013, eles lançaram seu segundo EP, The Quack, com uma colaboração com Action Bronson na gravadora OWSLA.
A dupla lançou a música "Jaguar" em 6 de dezembro de 2013. Em 24 de junho de 2014, What So Not e RL Grime lançaram seu single "Tell Me", com Chris Martins da Spin descrevendo a faixa como "de poder melódico e ferocidade percussiva". Em 20 de fevereiro de 2015, Flume anunciou que se afastou do projeto What So Not, citando diferenças criativas. Em um post escrito no Facebook, What So Not afirmou que "nos últimos tempos, Emoh e eu temos nos movido em direções diferentes criativamente, não fazemos nenhuma música juntos há um bom tempo", e agradeceu a Flume por seu tempo e esforço colocado no projeto.
"Gemini", que apresenta George Maple, a primeira faixa do EP Gemini, estreou em 9 de maio de 2015. A faixa foi nomeada no Triple J Hottest 100 mais tarde naquele ano e alcançou a posição 52 na Australian Singles Chart. Gemini foi lançado como um download gratuito em 18 de dezembro de 2015, que contou com colaborações com os artistas Dillon Francis, Tunji Ige e KLP. Em novembro de 2015, What So Not, Baauer e George Maple co-produziram uma faixa para o rapper australiano Tkay Maidza, intitulada "Ghost". Em 9 de setembro de 2016, What So Not lançou o EP Divide & Conquer, de 6 faixas, que inclui a faixa lançada anteriormente "Lone". Em outubro de 2016, What So Not, George Maple e Djemba Djemba co-produziram uma faixa no álbum de estreia do rapper australiano Tkay Maidza, intitulada "Afterglow".
Em 3 de novembro de 2016, RL Grime lançou o single "Waiting" em colaboração com What So Not e Skrillex, que estava em produção desde 2013. O lançamento da faixa foi provado por meio de um vídeo promocional que parodiou anúncios de linha de bate-papo e apresentou imagens de megeras influenciadas pela era de 1980 com um número de telefone piscando na tela, onde ao ligar para o número os ouvintes podem ouvir a música por completo. Uma colaboração entre What So Not e o artista nova-iorquino LPX, "Better", foi lançada em 8 de setembro de 2017; sobre sua produção, What So Not disse: "Tive algumas produções nas quais estive trabalhando nesse campo sonoro, mas tive dificuldade em encontrar um vocalista com a atitude e o tom certos para se encaixar. Lizzy e eu clicamos instantaneamente nessa trajetória e começamos a tocar na melodia". Ele lançou "Be Ok Again", que contou com a participação do músico australiano Daniel Johns em 28 de novembro de 2017. A faixa foi produzida depois que Johns notou What So Not trabalhando com Slumberjack enquanto ele caminhava pelo estúdio, o que o levou a convidar What So Not para trabalharem juntos em seu estúdio Newscastle.
Em 31 de janeiro de 2018, What So Not anunciou a chegada de seu álbum de estreia intitulado Not All the Beautiful Things, que foi lançado em 9 de março de 2018. O álbum contou com colaborações de vários artistas, incluindo Skrillex, Slumberjack, San Holo e a banda de rock Toto. Junto com o anúncio, ele lançou o single "Stuck In Orbit", que foi co-produzido com Jono Ma da banda australiana de dança psicodélica Jagwar Ma. What So Not lançou um terceiro single intitulado "Beautiful", uma colaboração com a cantora / compositora sueca Winona Oak, em 27 de fevereiro de 2018 e anunciou uma turnê nacional pela Austrália para sua "Beautiful Things' World Tour", onde ele visitou as cidades de Perth, Adelaide, Melbourne, Sydney e Brisbane em junho de 2018.
O primeiro single de What So Not de 2019, "We Can Be Friends" com o cantor estadunidense Herizen, foi lançado em 22 de janeiro de 2019. Anteriormente, ele conheceu a cantora em um workshop de composição na Nicarágua, citando o produtor musical e rapper americano J Dilla como a principal inspiração da faixa.

## Discografia
- Not All the Beautiful Things (2018)

## Prêmios e indicações
| Ano             | Recipiente                            | Categoria                                                | Resultado |
| --------------- | ------------------------------------- | -------------------------------------------------------- | --------- |
| AIR Awards 2019 | "Beautiful" (com part. de Winona Oak) | Melhor Single Independente de Dance, Electronica ou Club | Venceu    |